# Thomas Atkinson
Pour les articles homonymes, voir Atkinson.
Thomas Atkinson, est un prêtre et bienheureux martyr catholique anglais, mort le 11 mars 1616 à York. Il est béatifié par le pape Jean-Paul II en 1987.

## Biographie
Atkinson naît dans le Yorkshire de l'Est. Il est ordonné prêtre à Reims (France), puis il retourne en Angleterre en 1588.
Il est connu pour avoir rendu visite aux catholiques démunis. Il ne voyage que de nuit, d'abord à pied, puis à cheval après s'être fracturé la jambe. À l'âge de 70 ans, il est trahi et emmené à York avec son hôte, Mr. Vavasour de Willitoft (en), et quelques membres de sa famille. On retrouve sur lui plusieurs chapelets ainsi qu'un formulaire d'indulgence, ce qui lui vaut d'être pendu, traîné sur une claie jusqu'à la potence et écartelé.

## «Nicholas Atkinson»
Selon certaines sources, Nicholas Atkinson, mort en 1610, aurait été prêtre et martyr. D'après l'historien Charles Dodd (en), il aurait été exécuté à York en 1610, sous le règne de Jacques Ier. La Catholic Encyclopedia estime que Dodd a probablement confondu Nicholas et Thomas Atkinson, bien qu'il existait un prêtre marial (en) nommé Nicholas ou « Ninny » Atkinson.